# 田辺忠男
田辺 忠男（たなべ ただお、1891年8月11日 - 1967年3月20日）は、大正から昭和時代の日本の経済学者、教育者。東京帝国大学経済学部教授、立教大学教授・経済学部長を務めたほか、高崎経済大学初代学長を始め、大分大学、東京農業大学、青山学院大学、国士舘大学で教授を歴任した。

## 人物・経歴
1891年（明治24年）、田辺男外鉄（海軍軍人、神奈川県横須賀市長）の長男として生まれる。
暁星中学校 (旧制)、第一高等学校 (旧制)英法科をへて1916年（大正5年）東京帝国大学法科大学経済学科卒業後、三井合名会社、横浜護謨をへて1920年（大正9年）に専修大学講師（のち教授）。その後、立教大学教授に就任。
1927年（昭和2年）東京帝国大学経済学部助教授を兼務する。
1929年（昭和4年）より一年半仏独留学、1931年（昭和6年）東京帝国大学経済学部教授（1939年・昭和14年に平賀粛学で辞表提出）。
1934年（昭和9年）には、これまで兼務してきた立教大学の専任教授となり（1943年・昭和18年まで）、経済原論と社会政策を教えた。その間1937年（昭和12年）より同大学経済学部長（1941年・昭和16年まで）を務める。
1941年（昭和16年）から約2年間、企画院勅任調査官（第一部付）を務め、国土計画の推進に携わる。戦後、1946年（昭和21年）に日本進歩党政務調査会長、第22回衆議院議員総選挙に出馬、1947年に公職追放。
1948年（昭和23年）に民主自由党員となり第24回衆議院議員総選挙に立候補（東京都第7区 (中選挙区)）。1949年（昭和24年）に反共団体新日本建設青年連盟を結成し書記長就任。1953年（昭和28年）の第26回衆議院議員総選挙に無所属で立候補（東京都第7区 (中選挙区)）。政治活動のほかに東京信用保証協会理事、中央大学講師、大分大学・東京農業大学・青山学院大学教授、高崎経済大学学長（1957年・昭和32年）、国士舘大学教授も歴任した。

## その他
1924年（大正13年）から1928年（昭和3年）には、立教大学野球部の部長を務めた。

## 主な著作
- 『日本経済再建の構想』ダイヤモンド社 1948年
- 『労働組合運動の理論』経済懇話会 1948年
- 『共産主義批判』東京講演會大有社 1949年1月
- 『共産主義理論の批判』協友社 1949年
- 『マルクス経済学批判』新日本建設青年連盟 1949年10月